# Lygodactylus thomensis
Lygodactylus thomensis este o specie de șopârle din genul Lygodactylus, familia Gekkonidae, descrisă de Peters 1881.

## Subspecii
Această specie cuprinde următoarele subspecii:
- L. t. delicatus
- L. t. thomensis
- L. t. wermuthi